# Ловро Цвек
Ловро Цвек (хорв. Lovro Cvek, нар. 6 липня 1995, Вараждин) — хорватський футболіст, опорний півзахисник румунського ЧФР.

## Клубна кар'єра
Вихованець клубу «Вараждин», але на дорослому рівні дебютував у словенському клубі «Заврч», до складу якого приєднався 2014 року. Відіграв за команду із Заврча наступні два сезони своєї ігрової кар'єри. Більшість часу, проведеного у складі «Заврча», був основним гравцем команди.
Влітку 2016 року уклав контракт з клубом «Алюміній», у складі якого провів півроку, після чого на початку 2017 року став гравцем іншого словенського клубу «Цельє». Граючи у складі «Цельє» також здебільшого виходив на поле в основному складі команди і за два з половиною сезони зіграв у 77 іграх чемпіонату.
З літа 2019 року пів сезону захищав кольори словацького клубу «Сениця», а у січні 2020 року підписав контракт на два з половиною роки з луганською «Зорею».

## Виступи за збірну
2015 року зіграв два товариські матчі у складі юнацької збірної Хорватії (U-20), а також один у молодіжній команді.

## Титули і досягнення
- Чемпіон Румунії (1):

ЧФР (Клуж-Напока): 2021-22